# Oddvar Kruge
Oddvar Kruge (17 aprile 1926 – 29 ottobre 2015) è stato un calciatore norvegese, di ruolo difensore.

## Carriera

### Club
Kruge giocò con la maglia del Fram Larvik.

### Nazionale
Conta una presenza per la Norvegia. Il 30 giugno 1951, infatti, subentrò a Harry Boye Karlsen nella sfida vinta per 3-4 contro la Svezia.